# Leif Lahn Jensen
Leif Lahn Jensen (født 29. juni 1967 i Grenaa) er en dansk politiker. Siden 13. november 2007 har han været medlem af Folketinget for Socialdemokraterne i Djurskredsen (Østjyllands Storkreds). Han har desuden været gruppeformand i folketinget.
Leif Lahn Jensen har en fortid bag sig som havnearbejder på Aarhus Havn. Her arbejde han for Mærsk fra 1992 til 2007 og har været tillidsmand siden 1998. Tidligere har han arbejdet som lager- og pakhusarbejder og som landbrugsmedhjælper.
Han har været medlem af Grenaa Byråd siden 2002, og har været formand for Socialdemokraterne i Grenaa fra 2004 til 2007. Siden 2006 har han været medlem af kommunalbestyrelsen i Norddjurs Kommune og formand for Børne- og Ungdomsudvalget i kommunen.